# 宇津江四十八滝
宇津江四十八滝（うつえしじゅうはったき）は、岐阜県高山市国府町宇津江にある渓谷、滝。宮川（神通川）の支流・宇津江川にあり、その上流の渓谷にある一連の滝の総称である。
岐阜県の名勝、県立自然公園に指定されている。また1982年に「21世紀に残したい日本の自然100選」、1986年に「岐阜県の名水50選」、2004年に「飛騨・美濃紅葉三十三選」にそれぞれ選定されている。
その名称から、四十八筋の滝があると思われがちであるが、実際には主に十三筋の滝からなる。「四十八滝」と呼ばれる由縁は、後述の『よそ八伝説』からである。

## 各滝の名称
下流から記述する。数字は高さ。
- 魚返滝：6m
- 朝霧滝：2.5m
- 平滝：3m
- 函滝：11.5m
- 上段滝：10.1m
- 梵音滝：5.7m
- 王滝：18.8m
- 銚子口滝：10.8m
- 障泥滝：9.8m
- 盌水滝：1.5m
- 瑠璃滝：6m
- 布晒滝：3m
- 上平滝：2m

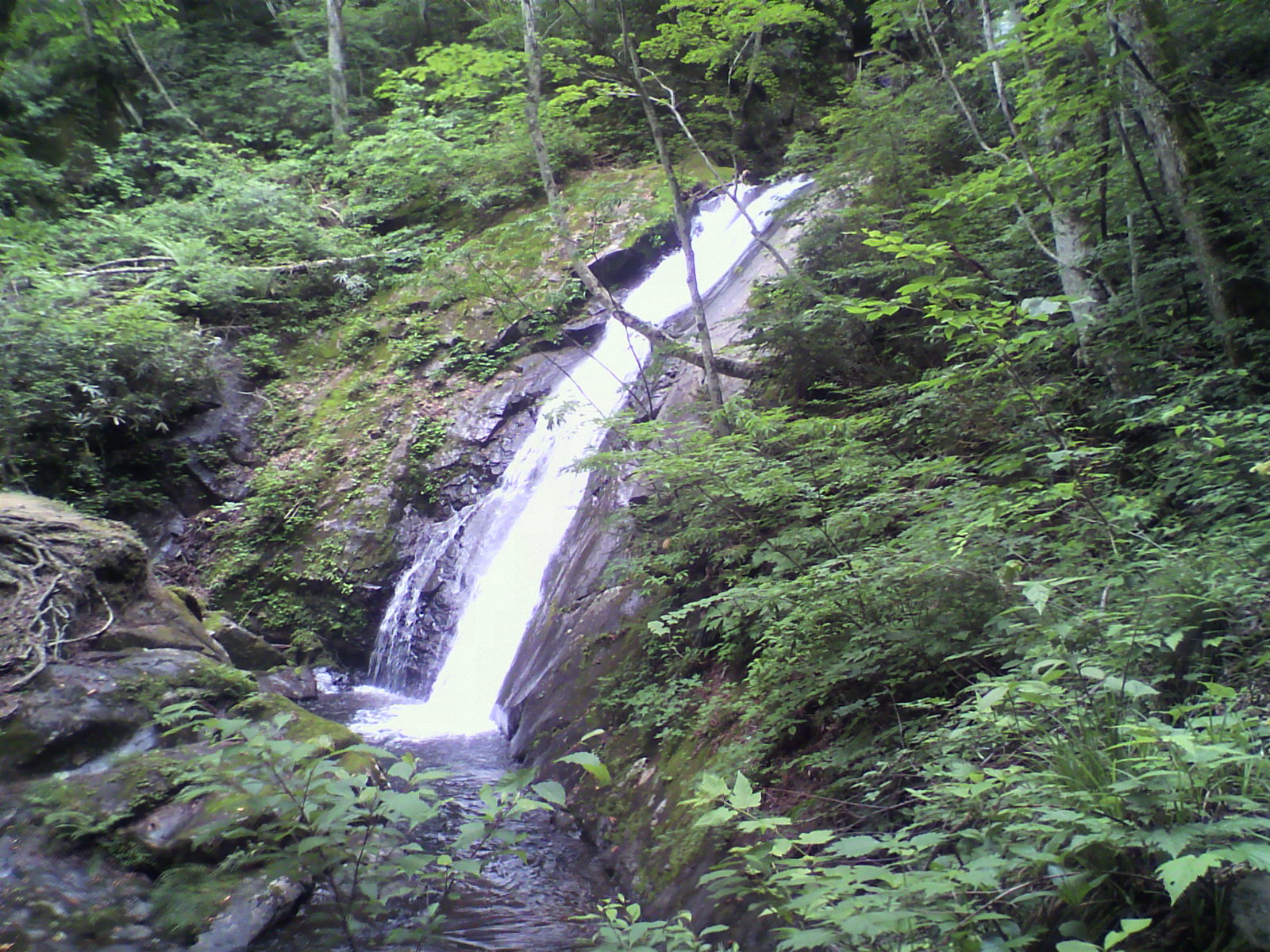
函滝
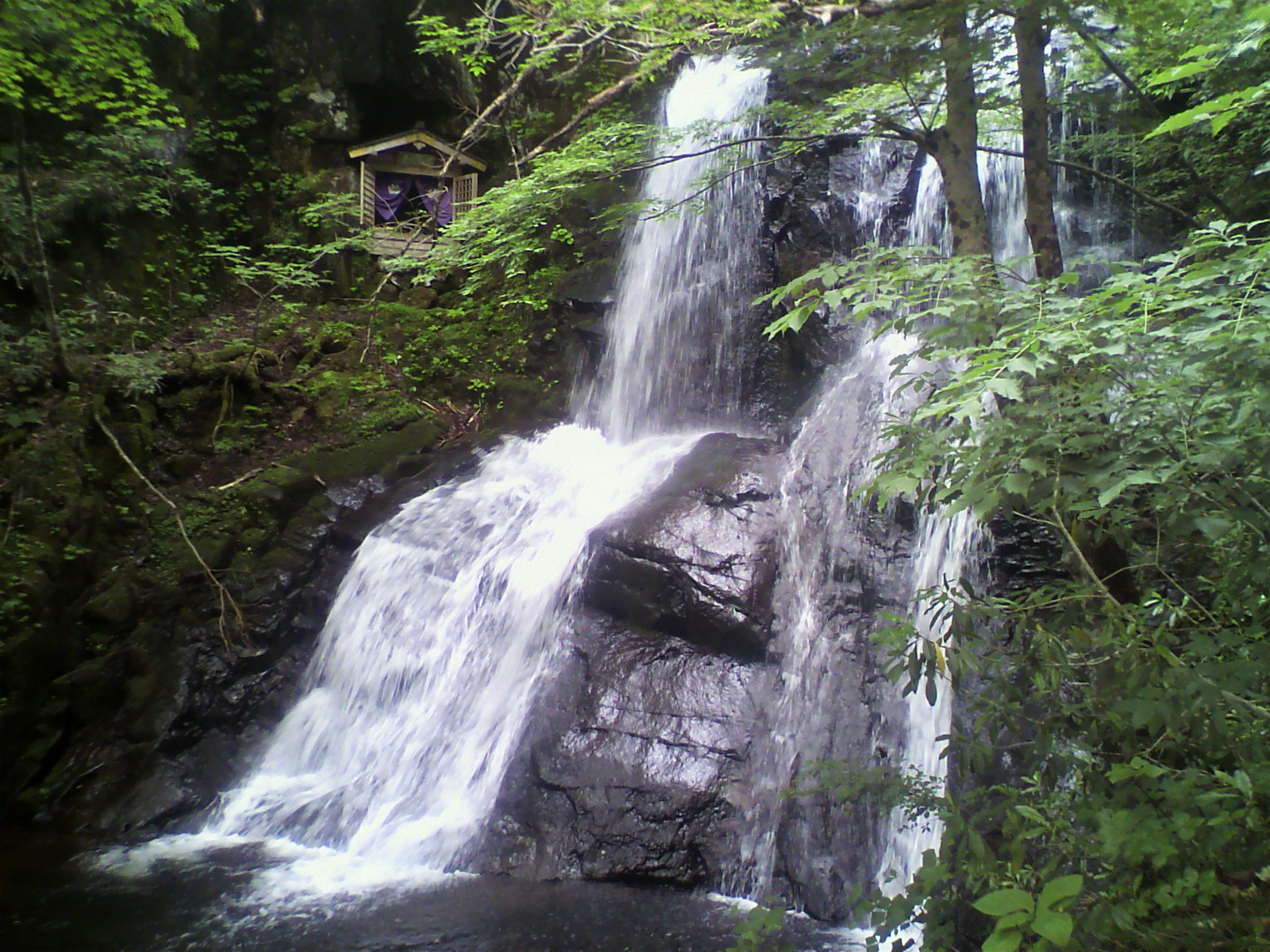
不動明王が祀られる上段滝
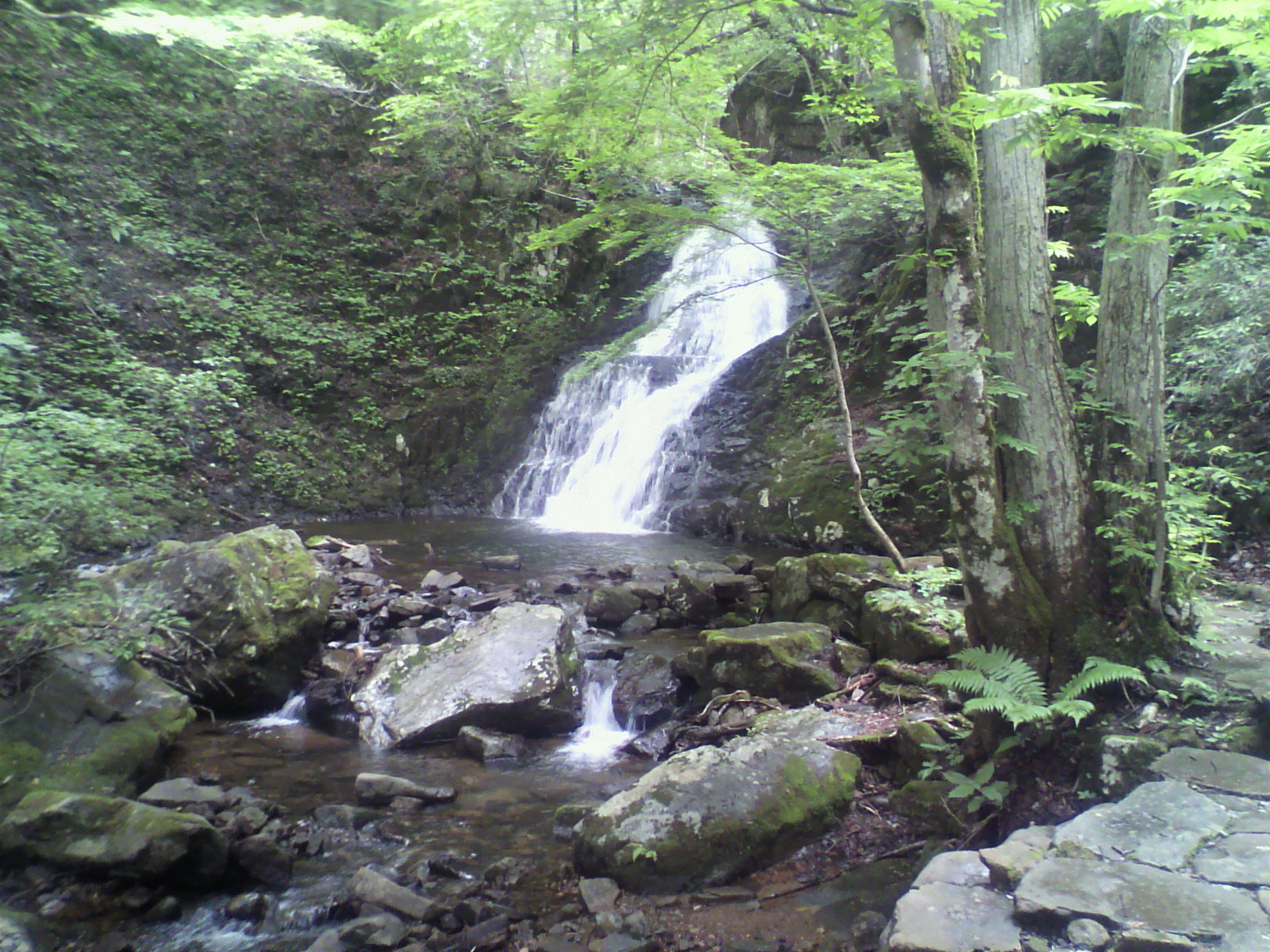
梵音滝
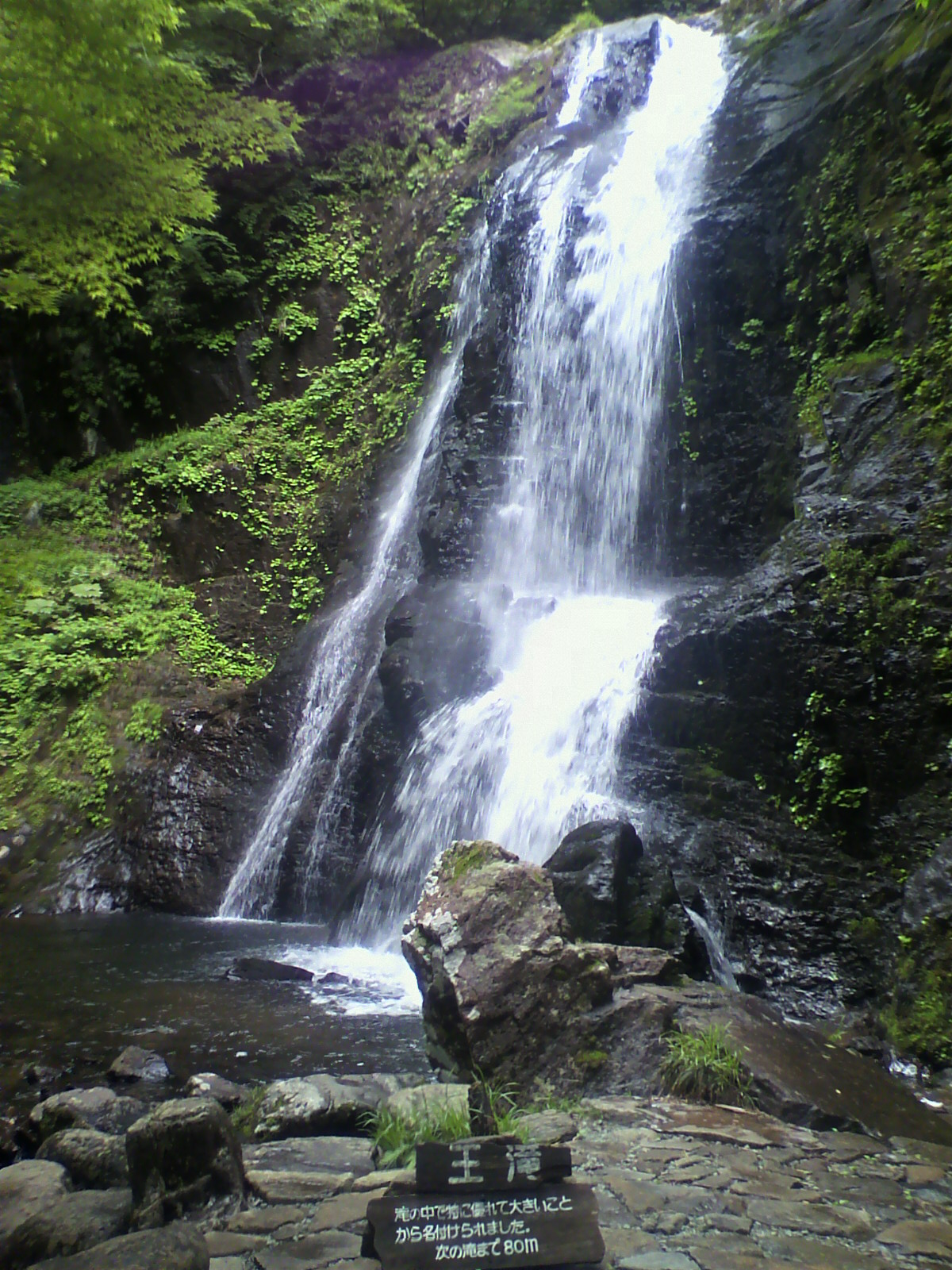
王滝
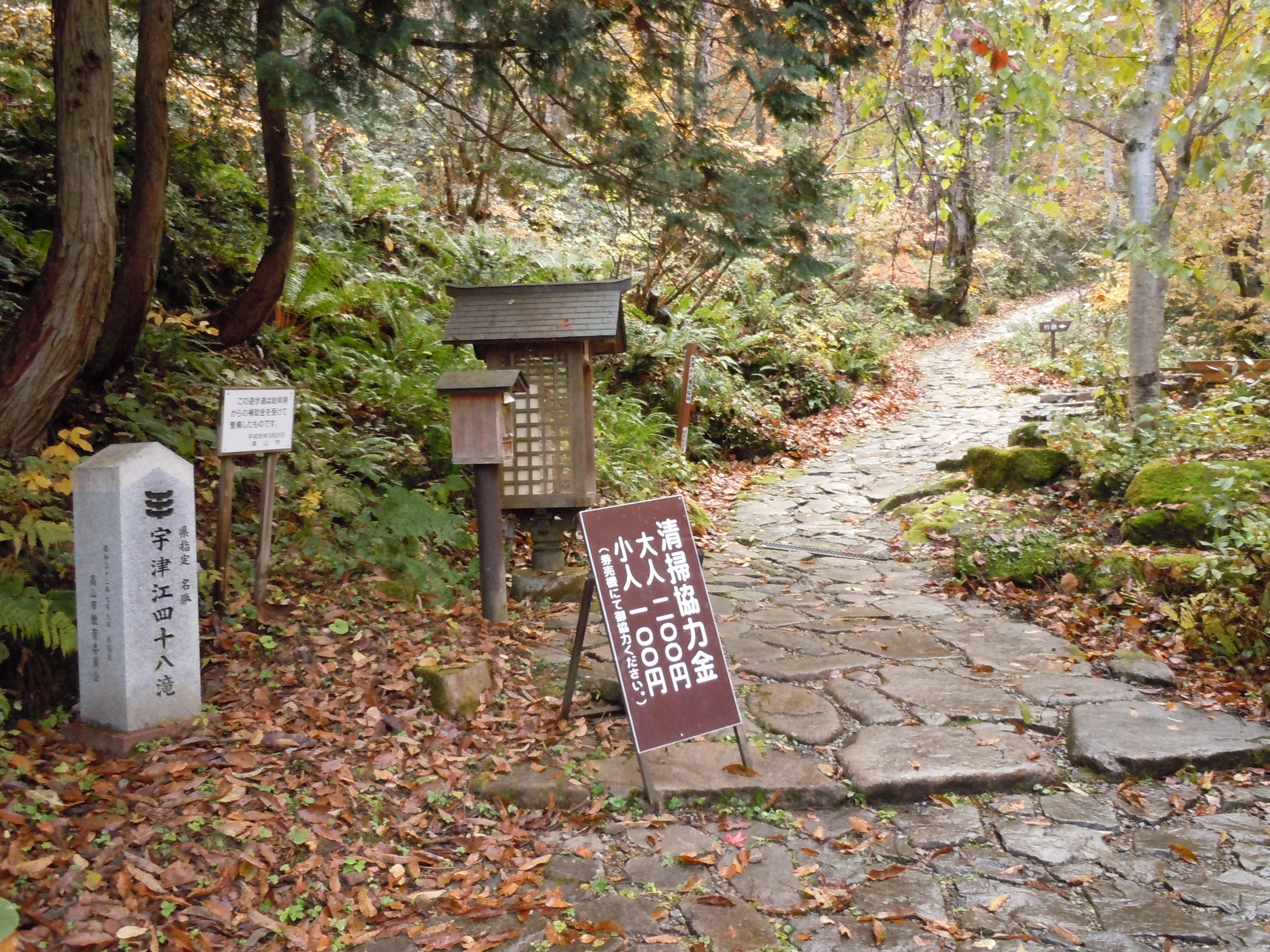
ほどよく整備されている石畳の遊歩道
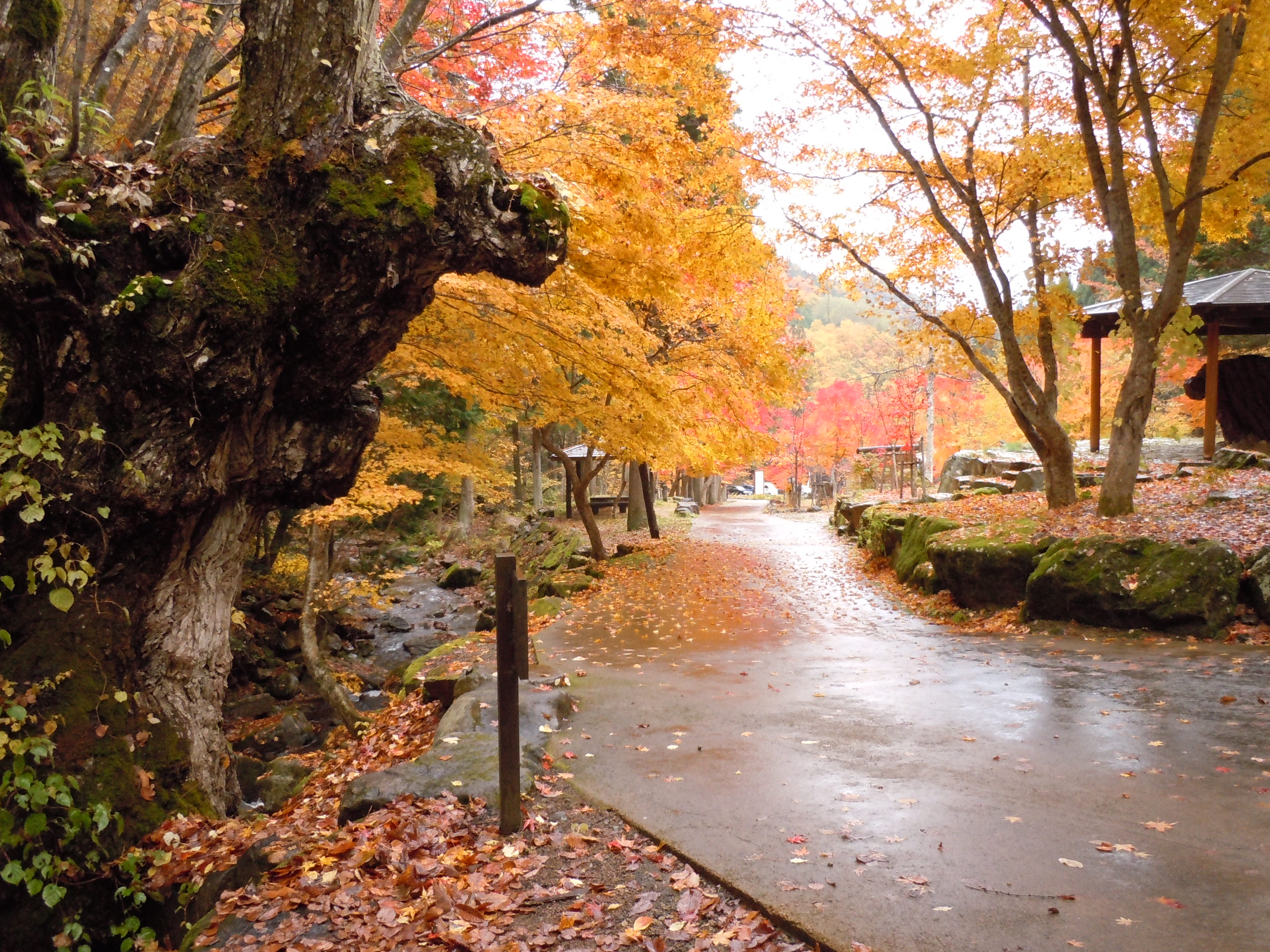
紅葉時期の園内
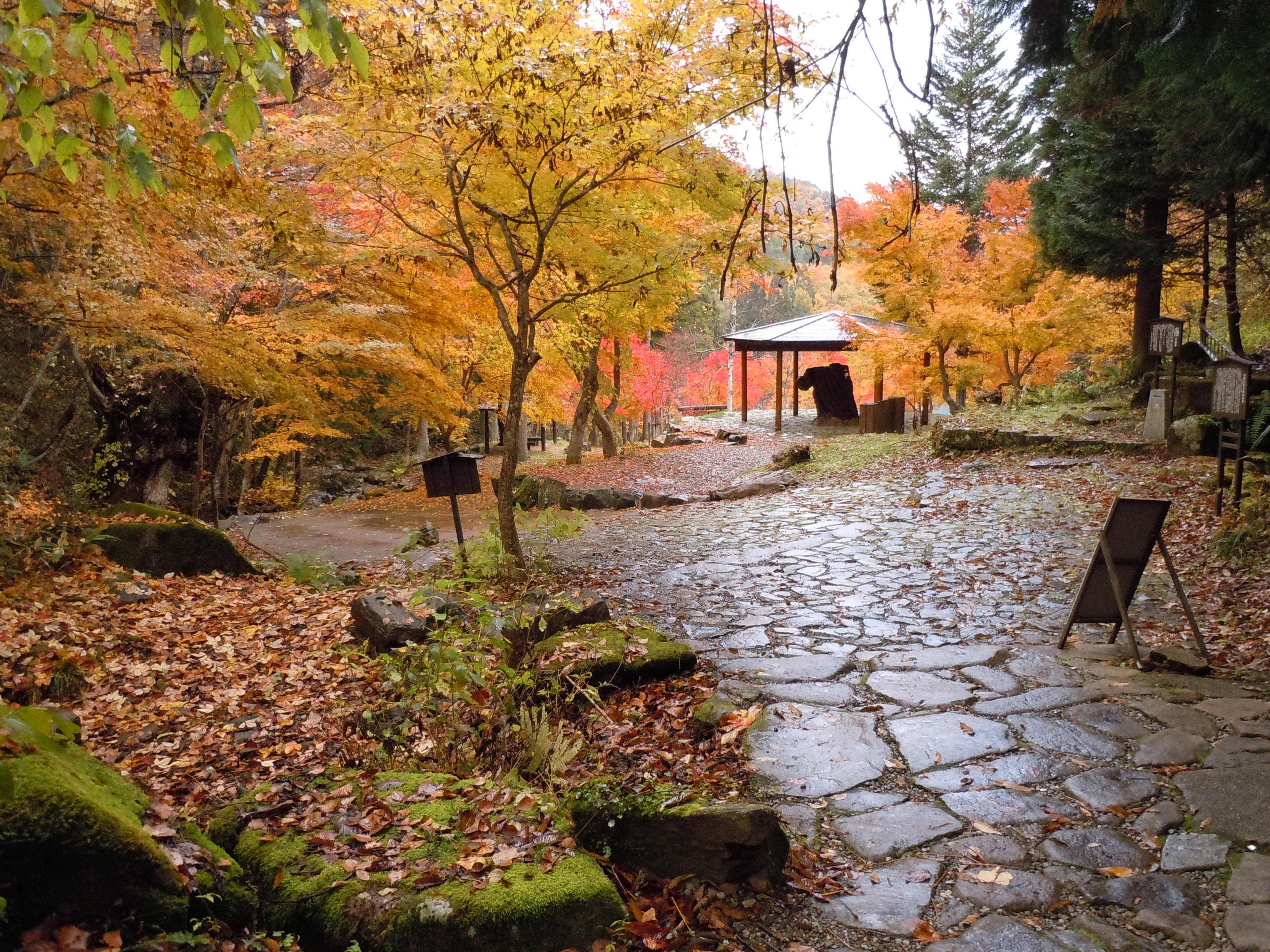
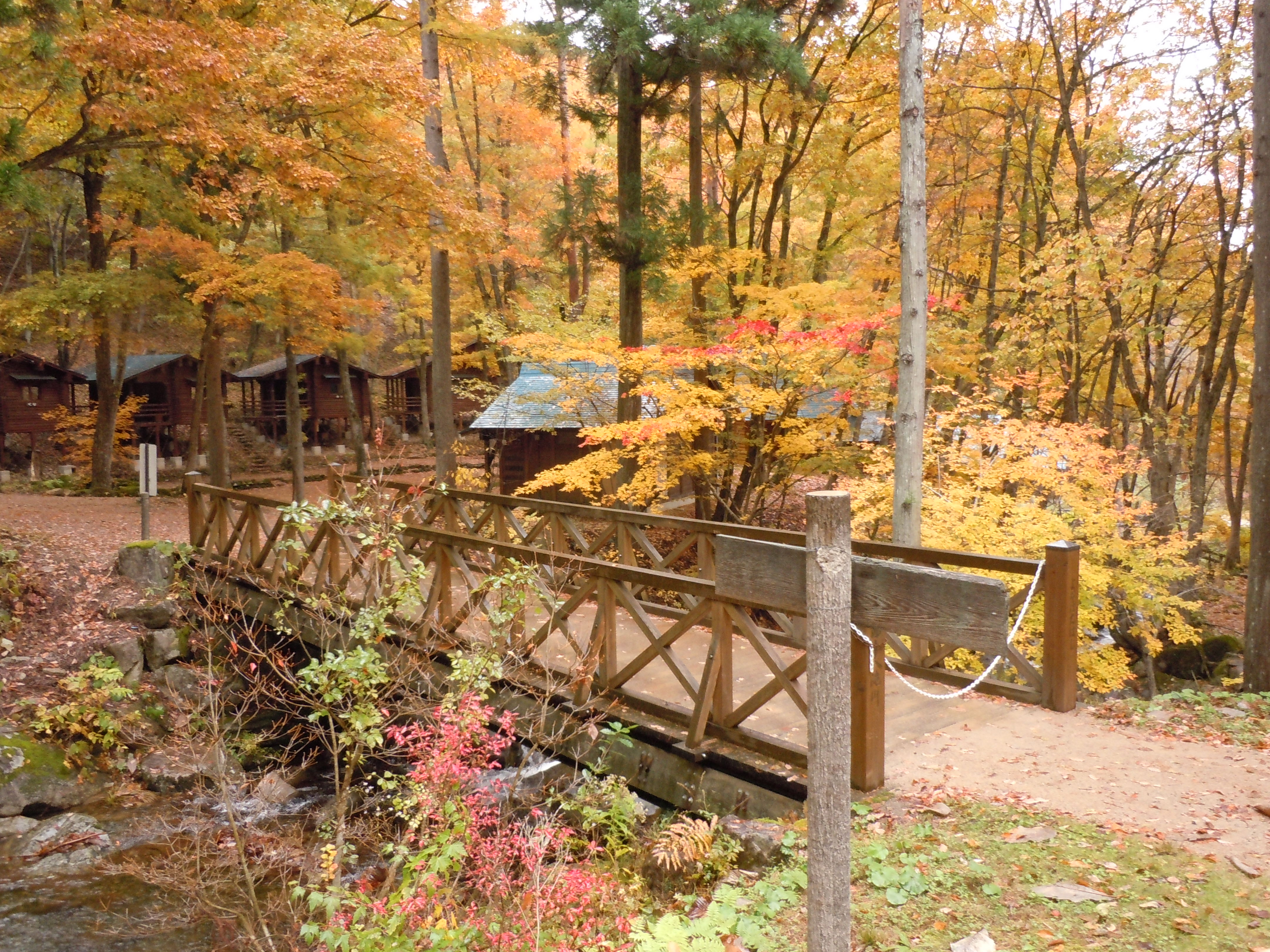

## よそ八伝説
昔、この地に「よそ八」という若者と母親が暮らしていた。病気の母親のためによそ八はイワナを釣りに出かけた。なかなか釣れないため、宇津江の山奥の大蛇の住む大沼に来てしまった。ここで釣りをしていると、木の上から大蛇ににらみつけられてしまい、大蛇の妖気でよそ八は寝込んでしまった。
その夜、一人の旅の娘がよそ八の元に訪れ、数十日看病をする。看病によりよそ八は元気になるが、娘は「私は大沼の大蛇です。陸で千年、海で千年修業をし、空に昇る時がきましたが、あなたの親孝行を見て私の血で看病することを決心しました。しかし、そのために私の力は無くなってしまいました。もう空へは昇れません」と、姿を消してしまった。
よそ八はなんとか大蛇を空へ昇らせようと思い、旅の行者に相談する。行者は不動明王に断食願掛けを行った。21日間の祈祷の末、突然雷雨となり、大蛇は龍になり天に昇った。大沼の水はすっかりなくなり谷間の木々もなぎ倒され、そこには大小沢山の滝ができていたという。
後に諸国修行の途上にこの地に立ち寄った弘法大師（空海）はこの話を聞き、「その行者は不動明王の化身。よそ八は四十八、つまり仏法四十八願の意味であろう」と言い、このことから宇津江四十八滝と呼ばれるようになったという。

## 園内・周辺の主な施設
- レストハウス・しぶき
- 四十八滝キャンプ場
- 四十八滝温泉・遊湯館
- 山野草花園・花の森
- あぶらむの里

## 交通アクセス
- 国道41号飛騨市古川町大野町、大野交差点より岐阜県道479号古川宇津江四十八滝国府線を南西方面へ約5km。
- 高山本線飛騨古川駅、飛騨国府駅、高山駅より濃飛バス、「四十八滝口」バス停より徒歩1時間。
- 中部縦貫自動車道・高山ICより富山方面へ車で20分